# Ángel Santos Palazzi
Ángel Santos Palazzi Ortiz (Ciudad Bolívar, estado Bolívar, 1877-Somme, Francia, 24 de julio de 1916) fue un militar venezolano.

## Biografía
Era hijo de Meriso Palazzi, corso establecido en Guayana desde el siglo diecinueve y de Josefina Órtíz Díaz.
Fue un visionario y emprendedor en todos los rasgos de progreso del estado Bolívar, intervino en el saneamiento de la Laguna donde se alza el Jardín Botánico del Orinoco, y propulsor de la electrificación de Ciudad Bolívar.
En 1914 junto con otros guayaneses hijos de franceses corsos, debieron ausentarse para ir a pelear por Francia en la Primera Guerra Mundial, siendo cabo del 273e Régiment d'Infanterie del ejército francés.
Ángel Santos Palazzi perdió la vida en plena línea de fuego y bajo un recio combate de artillería. Tenía 37 años de edad cuando recibió un proyectil de artillería en la cabeza durante la Batalla del Somme el 24 de julio de 1916, fue sepultado en el Cementerio de Amiens.